# Херсон (фрегат, 1777)
«Херсон» («Седьмой», «Василий Великий») — парусный 42-пушечный фрегат Азовской флотилии и Черноморского флота Российской империи.

## Описание фрегата
Один из трёх парусных фрегатов типа «Пятый». Длина судна составляла 38,4 метра, ширина — 9,2 метра, а осадка — 3,4 метра. Вооружение судна состояло из 42-х орудий, а экипаж из 250-ти человек.

## История службы
Фрегат был заложен на Новохопёрской верфи 18 января 1774 года и после спуска на воду 2 апреля 1777 года вошёл в состав Азовской флотилии. Строительство вёл корабельный мастер И. И. Афанасьев. Весной 1777 года был переведён с Дона в Таганрог, 11 октября того же года пришёл в Еникале, а в ноябре в составе отряда ушёл в крейсерство к берегам Крыма. В 1778 году в составе отряда выходил в крейсерство в Чёрное море к берегам Крыма и Таманского полуострова, при этом отряд готовился для отражения нападения турецкого флота. В следующем году во главе отряда находился в Керченском проливе. В 1783 году подвергся тимберовке в Херсоне, в мае того же года вошёл в состав Черноморского флота и был переименован в «Херсон». В 1784 году перешёл из Херсона в Севастополь, куда прибыл 14 сентября. В 1785 году выходил в практическое плавание в Чёрное море в составе эскадры.
Принимал участие в русско-турецкой войне 1787—1791 годов. В течение 1787 года стоял в Днепровском лимане. 17 июня 1788 года отражал атаку турецкого флота на русские суда в лимане в составе эскадры контр-адмирала П. Джонса, а также оказывал поддержку атаке гребной флотилии контр-адмирала К. Г. Нассау-Зигена на турецкую эскадру у Очакова. 20 июля 1788 года перешёл в Глубокую Пристань, где был переоборудован в «новоизобретенный» фрегат-батарею и переименован в «Василий Великий». В октябре 1788 года присоединился к эскадре, находящейся в Днепровском лимане.
21 ноября вмерз в лед, а 30 ноября был сорван с якоря дрейфующим от ветра льдом и вынесен на мель у Кинбурнской косы. Борт фрегата был пробит льдом и он затонул, однако экипажу удалось спастись. В 1789 году с затонувшего судна были сняты орудия.

## Командиры
В разное время командирами фрегата служили:
- Б. М. Шишмарев (до октября 1777 года).
- А. В. Тверитинов (с октября 1777 года).
- И. А. Михнев (1778–1779 годы).
- И. Я. Перри (1783–1785 годы).
- С. Я. Мякинин (1788 год).